# Diplogramma
Diplogramma is een monotypisch geslacht van schimmels behorend tot de familie Roccellaceae. Het bevat alleen Diplogramma australiensis.